# Округ Фредерик (Мериленд)
Фредерик (енгл. Frederick County) је округ у америчкој савезној држави Мериленд.

## Демографија
По попису из 2010. године број становника је 233.385, што је 38.108 (19,5%) становника више него 2000. године.
| Група             | 2000.           | 2010.           |
| Белци             | 171.966 (88,1%) | 181.645 (77,8%) |
| Афроамериканци    | 12.429 (6,4%)   | 20.148 (8,6%)   |
| Азијати           | 3.269 (1,7%)    | 8.946 (3,8%)    |
| Хиспаноамериканци | 4.664 (2,4%)    | 17.135 (7,3%)   |
| Укупно            | 195.277         | 233.385         |